# Wolfgang Egger

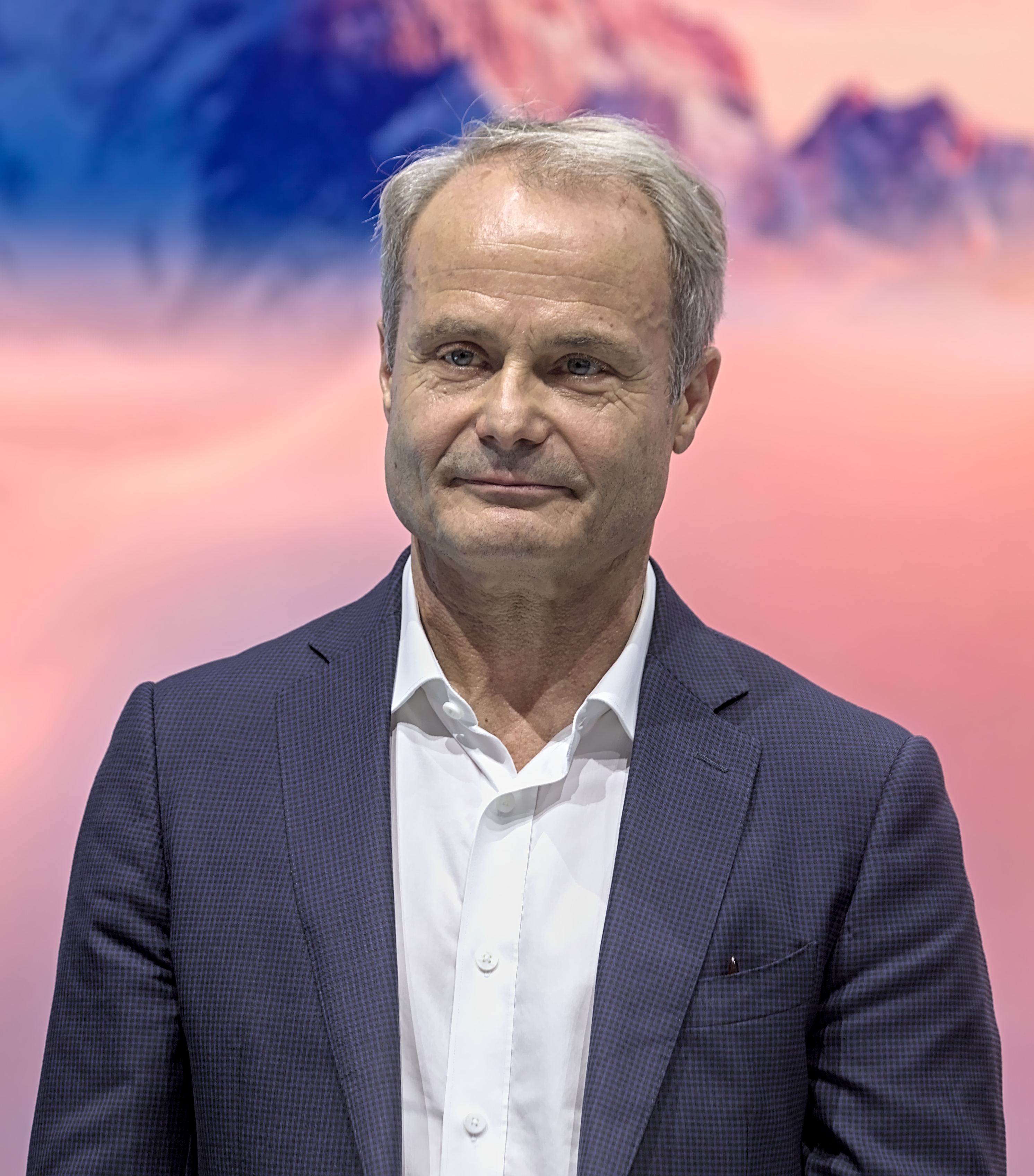
Wolfgang Egger auf der IAA 2023

Wolfgang Josef Egger (* 13. Februar 1963 in Oberstdorf) ist ein deutscher Autodesigner. Gegenwärtig ist er Chefdesigner des chinesischen Automobilherstellers BYD.

## Biografie

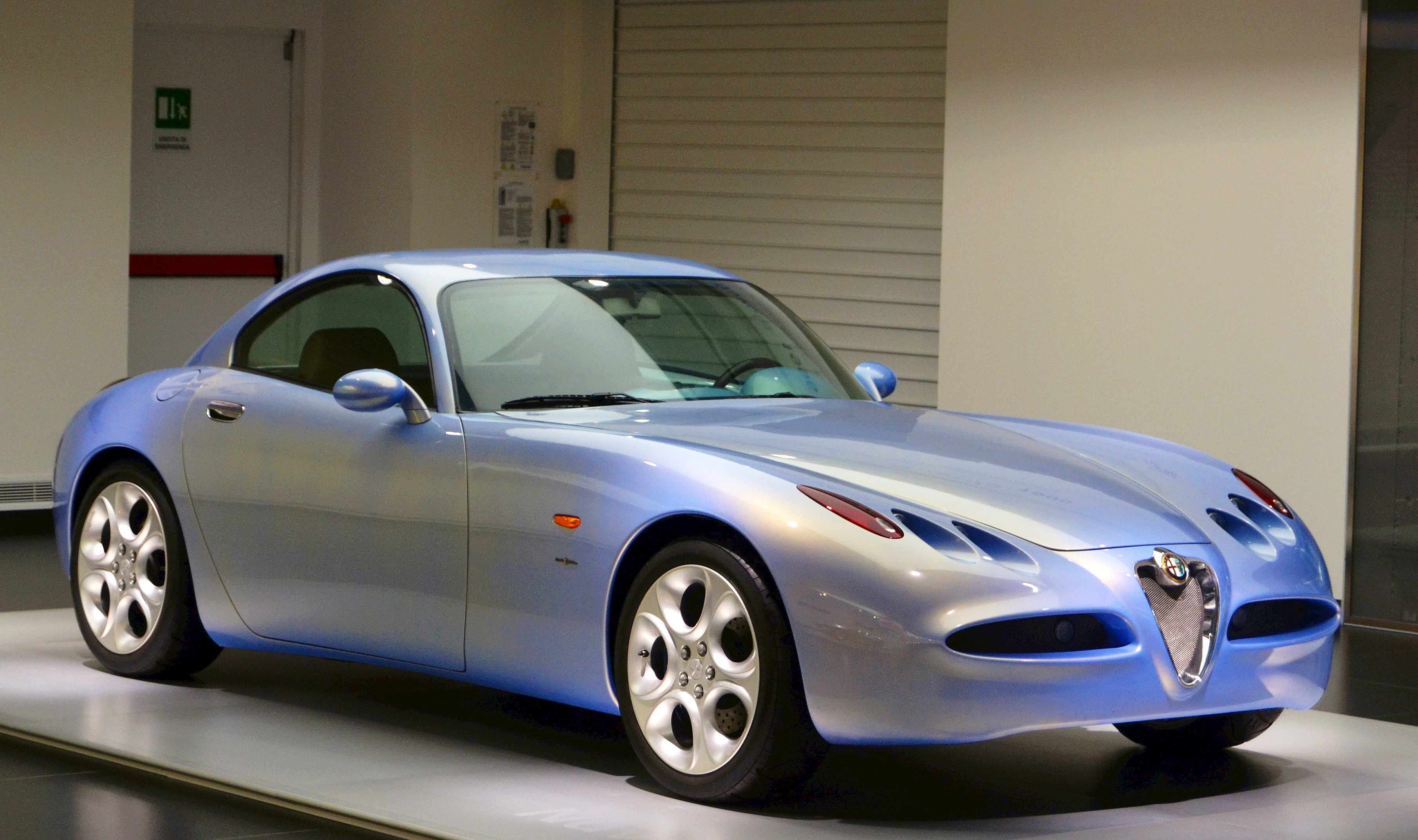
Alfa Romeo Nuvola

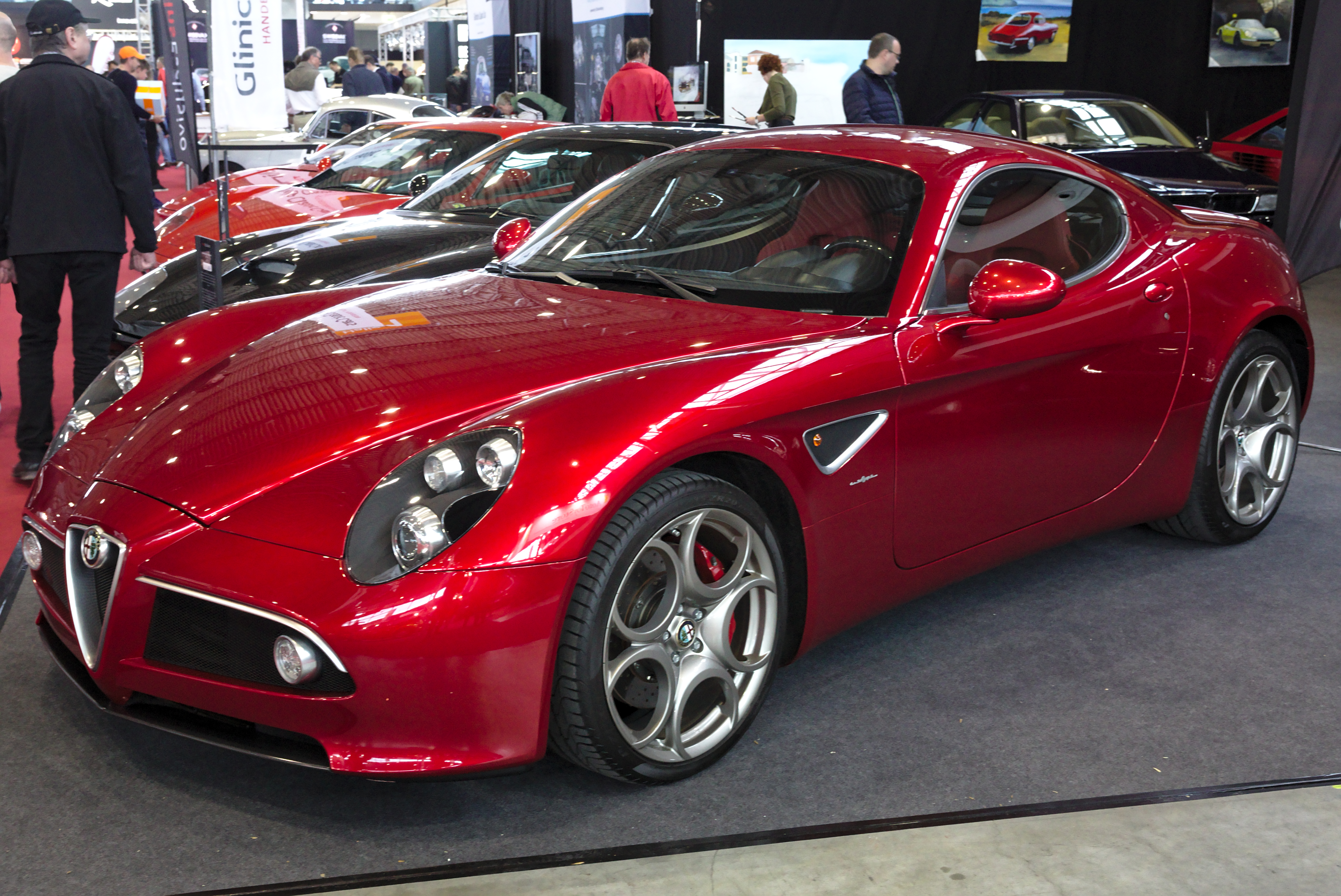
Alfa Romeo 8C Competizione

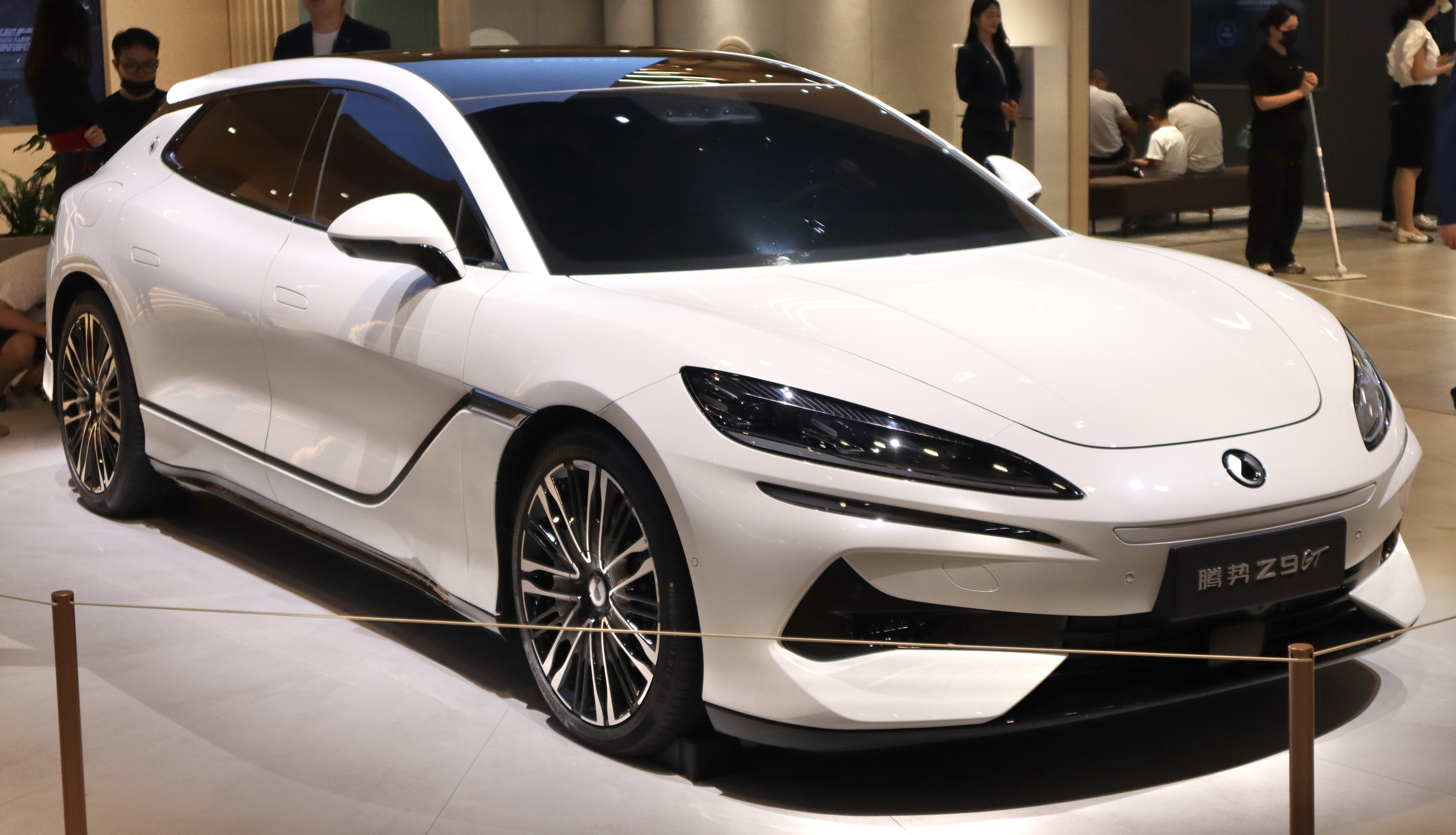
Denza Z9 GT

Egger wurde am 13. Februar 1963 in Oberstdorf im Allgäu geboren. Er erlangte sein Abitur in Sonthofen. Dann studierte er Design an der internationalen Hochschule für Kunst und Wissenschaften in Mailand, Italien. 1989 schloss er sein Studium als Industriedesigner ab. Egger begann seine berufliche Karriere 1989 in der Design-Abteilung bei Alfa Romeo. 1993 wurde er Chefdesigner von Alfa Romeo. Im Jahr 1998 wurde Egger Chefdesigner bei Seat. Dort war er in der Lage, seinen persönlichen Stil umzusetzen. So war er z. B. für die Modellprojekte Seat Ibiza, Seat Cordoba und Seat Altea verantwortlich.
2001 wurde Egger zum Leiter des Design bei Lancia. Im selben Jahr kehrte er jedoch zurück zu Alfa Romeo als Chefdesigner. Unter den Autos von Alfa Romeo, die unter seiner Leitung entwickelt wurden, waren Alfa Romeo Nuvola, 156, 166, 147 und 8C Competizione.
Im April 2007 folgte Egger Walter Maria de Silva, der im Februar zu VW gewechselt war, in der Position Leiter Design Audi Konzern. Damit wurde er für die Marken Audi und Lamborghini verantwortlich. Er leitete unter anderem 2010 die Entwicklung des Showcars Audi quattro Concept und entwickelte den ersten Audi e-tron Concept. Ab 1. Februar 2012 übernahm er auch operativ das Design der Marke Audi. Am 1. Februar 2014 verließ er Audi.
Ende 2016 trat Egger den Posten des Chefdesigners beim chinesischen Automobilproduzenten BYD an. Das erste Fahrzeug, das er dort gestaltete, war der BYD Song Max, weiter den Shooting Brake Denza Z9 GT, und die ebenso 2024 vorgestellte Oberklasse-Limousine Yangwang U7 sowie das Konzept eines Supersportwagens Super 9 Concept der weiteren BYD-Konzernmarke Fang Cheng Bao.
Egger ist verheiratet und Vater von zwei Kindern.